# Division 1 1980-1981
La Division 1 1980-1981 è stata la 43ª edizione della massima serie del campionato francese di calcio, disputato tra il 24 luglio 1980 e il 2 giugno 1981 e concluso con la vittoria del Saint-Étienne, al suo decimo e ultimo titolo.
Capocannoniere del torneo è stato Delio Onnis (Tours) con 24 reti.

## Stagione

### Avvenimenti
Le prime giornate del campionato videro contendersi la vetta diverse squadre, con l'Olympique Lione a prevalere; successivamente emerse il Saint-Étienne, che dall'ottava giornata diede il via a un testa a testa con il Nantes che si protrarrà fino alla fine del campionato. Le due squadre condivisero la vetta della classifica fino alla ventunesima giornata, emergendo solo sporadicamente.
Alla ventiduesima giornata, il pareggio casalingo dei Verts contro il Nancy permise al Nantes di prendere il comando solitario della classifica, mantenendolo fino al 14 marzo. Le due contendenti continuarono a proseguire a braccetto fino alla trentaduesima giornata, quando il Saint-Étienne andò in testa in seguito a un pareggio dei rivali a Metz; grazie anche ad alcuni passi falsi dei rivali, i Verts mantennero il loro vantaggio fino all'ultima giornata, al termine della quale poterono fregiarsi del decimo titolo nazionale.
Oltre al Nantes, l'accesso in Coppa UEFA fu appannaggio del Bordeaux e del Monaco, qualificate con un turno di anticipo. Sempre alla penultima giornata venne deciso il verdetto relativo all'ultimo posto valido per la retrocessione diretta, occupato dal Nîmes, che si unì a un Angers già condannato da due giornate. Vincendo lo scontro diretto dell'ultima giornata, il Laval costrinse il Tours ad affrontare il playoff con la vincitrice dello spareggio fra le seconde classificate in Division 2, sconfiggendola con il risultato complessivo di 3-2.

## Squadre partecipanti
| Club                | Stagione | Città                | Stadio                      | Stagione precedente     |
| ------------------- | -------- | -------------------- | --------------------------- | ----------------------- |
| Angers              | dettagli | Angers               | Stadio Jean Bouin           | 14º posto in Division 1 |
| Auxerre             | dettagli | Auxerre              | Stadio Abbé-Deschamps       | 1º posto in Division 2  |
| Bastia              | dettagli | Bastia               | Stadio Armand Cesari        | 16º posto in Division 1 |
| Bordeaux            | dettagli | Bordeaux             | Parc Lescure                | 6º posto in Division 1  |
| Laval               | dettagli | Laval                | Stadio Francis Le Basser    | 12º posto in Division 1 |
| Lens                | dettagli | Lens                 | Stadio Félix-Bollaert       | 9º posto in Division 1  |
| Lilla               | dettagli | Lilla                | Stade Grimonprez-Jooris     | 13º posto in Division 1 |
| Metz                | dettagli | Metz                 | Stadio Saint Symphorien     | 17º posto in Division 1 |
| Monaco              | dettagli | Principato di Monaco | Stadio Louis II             | 4º posto in Division 1  |
| Nancy               | dettagli | Nancy                | Stadio Marcel Picot         | 11º posto in Division 1 |
| Nantes              | dettagli | Nantes               | Stadio Marcel Saupin        | Campione di Francia     |
| Nîmes               | dettagli | Nîmes                | Stadio Jean Bouin           | 10º posto in Division 1 |
| Nizza               | dettagli | Nizza                | Stade Municipal du Ray      | 15º posto in Division 1 |
| Olympique Lione     | dettagli | Lione                | Stadio di Gerland           | 18º posto in Division 1 |
| Paris Saint-Germain | dettagli | Parigi               | Parco dei Principi          | 7º posto in Division 1  |
| Saint-Étienne       | dettagli | Saint-Étienne        | Stadio Geoffroy Guichard    | 3º posto in Division 1  |
| Sochaux             | dettagli | Montbéliard          | Stadio Auguste Bonal        | 2º posto in Division 1  |
| Strasburgo          | dettagli | Strasburgo           | Stadio della Meinau         | 5º posto in Division 1  |
| Tours               | dettagli | Tours                | Stadio de la Vallée du Cher | 2º posto in Division 2  |
| Valenciennes        | dettagli | Valenciennes         | Stadio Nungesser            | 8º posto in Division 1  |

## Allenatori e primatisti
| Squadra             | Allenatore                                    | Calciatore più presente                                        | Cannoniere               |
| ------------------- | --------------------------------------------- | -------------------------------------------------------------- | ------------------------ |
| Angers              | Élie Fruchart                                 | Christian Felci, Patrick Gonfalone (38)                        | Farès Bousdira (11)      |
| Auxerre             | Guy Roux                                      | Robert Sab, Henryk Wieczorek (38)                              | Andrzej Szarmach (16)    |
| Bastia              | Antoine Redin                                 | Pierrick Hiard (38)                                            | Louis Marcialis (12)     |
| Bordeaux            | Aimé Jacquet                                  | François Bracci, Christian Delachet, Georges Van Straelen (38) | Bernard Lacombe (18)     |
| Laval               | Michel Le Millinaire                          | Patrice Bozon, Uwe Krause (38)                                 | Uwe Krause (23)          |
| Lens                | Arnold Sowinski                               | Michel Joly (37)                                               | Pascal Françoise (9)     |
| Lilla               | José Arribas                                  | Philippe Bergerôo (38)                                         | Pierre Pleimelding (13)  |
| Metz                | Henryk Kasperczak                             | François Zdun (38)                                             | Philippe Piette (12)     |
| Monaco              | Gérard Banide                                 | Jean-Luc Ettori (38)                                           | Víctor Trossero (18)     |
| Nîmes               | Henri Noël                                    | Bruno Devot (38)                                               | Gilbert Marguerite (8)   |
| Nizza               | Vlatko Marković                               | Raúl Nogués, André Rey (38)                                    | Raúl Nogués (10)         |
| Nancy               | Georges Huart                                 | Bernard Zénier (38)                                            | Bernard Zénier (16)      |
| Nantes              | Jean Vincent                                  | Henri Michel (37)                                              | Bruno Baronchelli (11)   |
| Olympique Lione     | Jean-Pierre Destrumelle                       | Yves Chauveau, Jean-Marc Furlan (38)                           | Simo Nikolić (21)        |
| Paris Saint-Germain | Georges Peyroche                              | Dominique Baratelli (38)                                       | Dominique Rocheteau (16) |
| Saint-Étienne       | Robert Herbin                                 | Patrick Battiston, Christian Lopez (38)                        | Michel Platini (20)      |
| Strasburgo          | Gilbert Gress (1ª-11ª) Raymond Hild (12ª-38ª) | 4 giocatori (38)                                               | Vicky Peretz (14)        |
| Sochaux             | Jean Fauvergue                                | Philippe Anziani, Albert Rust (38)                             | Bernard Genghini (12)    |
| Tours               | Pierre Phelipon                               | Patrice Augustin, Serge Bernard, Delio Onnis (38)              | Delio Onnis (24)         |
| Valenciennes        | Erwin Wilczek e Bolek Tempowski               | Patrick Bas (38)                                               | Gérard Bernardet (8)     |

## Classifica finale
|  | Pos. | Squadra             | Pt | G  | V  | N  | P  | GF | GS | DR  |
|  | ---- | ------------------- | -- | -- | -- | -- | -- | -- | -- | --- |
|  | 1.   | Saint-Étienne       | 57 | 38 | 23 | 11 | 4  | 68 | 26 | +42 |
|  | 2.   | Nantes              | 55 | 38 | 22 | 11 | 5  | 74 | 36 | +38 |
|  | 3.   | Bordeaux            | 49 | 38 | 18 | 13 | 7  | 57 | 34 | +23 |
|  | 4.   | Monaco              | 49 | 38 | 19 | 11 | 8  | 58 | 41 | +17 |
|  | 5.   | Paris Saint-Germain | 46 | 38 | 17 | 12 | 9  | 62 | 50 | +12 |
|  | 6.   | Olympique Lione     | 41 | 38 | 14 | 13 | 11 | 70 | 54 | +16 |
|  | 7.   | Strasburgo          | 40 | 38 | 14 | 12 | 12 | 44 | 47 | -3  |
|  | 8.   | Nancy               | 37 | 38 | 15 | 7  | 16 | 55 | 49 | +6  |
|  | 9.   | Metz                | 36 | 38 | 10 | 16 | 12 | 48 | 53 | -5  |
|  | 10.  | Auxerre             | 36 | 38 | 10 | 16 | 12 | 46 | 52 | -6  |
|  | 11.  | Valenciennes        | 35 | 38 | 12 | 12 | 14 | 51 | 70 | -19 |
|  | 12.  | Bastia              | 35 | 38 | 13 | 9  | 16 | 50 | 55 | -5  |
|  | 13.  | Lens                | 34 | 38 | 10 | 14 | 14 | 46 | 48 | -2  |
|  | 14.  | Sochaux             | 34 | 38 | 10 | 14 | 14 | 51 | 59 | -8  |
|  | 15.  | Nizza               | 32 | 38 | 10 | 12 | 16 | 47 | 61 | -14 |
|  | 16.  | Laval               | 31 | 38 | 10 | 11 | 17 | 49 | 55 | -6  |
|  | 17.  | Lilla               | 31 | 38 | 10 | 11 | 17 | 55 | 71 | -16 |
|  | 18.  | Tours               | 31 | 38 | 9  | 13 | 16 | 54 | 71 | -17 |
|  | 19.  | Nîmes               | 26 | 38 | 6  | 14 | 18 | 46 | 66 | -20 |
|  | 20.  | Angers              | 24 | 38 | 5  | 14 | 19 | 33 | 66 | -33 |

Legenda:
      Campione di Francia ed ammessa alla Coppa dei Campioni 1981-1982.
      Ammesse alla Coppa UEFA 1981-1982.
      Ammesse alla Coppa delle Coppe 1981-1982.
  Partecipa ai play-out.
      Retrocesse in Division 2 1981-1982.
Note:
Due punti a vittoria, uno a pareggio, zero a sconfitta.
In caso di arrivo di due o più squadre a pari punti, la graduatoria verrà stilata secondo la classifica avulsa tra le squadre interessate che prevede, in ordine, i seguenti criteri:
- Differenza reti generale.
- Reti realizzate in generale.

### Squadra campione
| Formazione tipo | Giocatori (presenze)      |
| --- | ------------------------- |
| Castaneda Janvion Battiston Lopez Gardon Larios Zanon Platini Zimako Rep Roussey                                                               | Jean Castaneda (35)       |
| Castaneda Janvion Battiston Lopez Gardon Larios Zanon Platini Zimako Rep Roussey                                                               | Gérard Janvion (37)       |
| Castaneda Janvion Battiston Lopez Gardon Larios Zanon Platini Zimako Rep Roussey                                                               | Patrick Battiston (38)    |
| Castaneda Janvion Battiston Lopez Gardon Larios Zanon Platini Zimako Rep Roussey                                                               | Christian Lopez (38)      |
| Castaneda Janvion Battiston Lopez Gardon Larios Zanon Platini Zimako Rep Roussey                                                               | Bernard Gardon (37)       |
| Castaneda Janvion Battiston Lopez Gardon Larios Zanon Platini Zimako Rep Roussey                                                               | Jean-Louis Zanon (22)     |
| Castaneda Janvion Battiston Lopez Gardon Larios Zanon Platini Zimako Rep Roussey                                                               | Jean-François Larios (31) |
| Castaneda Janvion Battiston Lopez Gardon Larios Zanon Platini Zimako Rep Roussey                                                               | Michel Platini (35)       |
| Castaneda Janvion Battiston Lopez Gardon Larios Zanon Platini Zimako Rep Roussey                                                               | Johnny Rep (32)           |
| Castaneda Janvion Battiston Lopez Gardon Larios Zanon Platini Zimako Rep Roussey                                                               | Jacques Zimako (30)       |
| Castaneda Janvion Battiston Lopez Gardon Larios Zanon Platini Zimako Rep Roussey                                                               | Laurent Roussey (36)      |
| Altri giocatori: Laurent Paganelli (25), Jacques Santini (21), Jean-Marie Elie (15), Éric Bellus (5), Ivan Ćurković (3), Thierry Oleksiak (1). |                           |

## Spareggi

### Play-out
|        | Risultati |        | Luogo e data          |
| ------ | --------- | ------ | --------------------- |
| Tours  | 1-0       | Tolosa | Tours, 5 giugno 1981  |
| Tolosa | 2-2       | Tours  | Tolosa, 9 giugno 1981 |
|        |           |        |                       |

## Statistiche

### Squadre

#### Capoliste solitarie
|    | —— | —— | ——              | ——              | —— | ——       | —— | —— | ——  | ——  | ——  | ——  | ——     | ——  | ——  | ——  | ——             | ——     | ——  | ——  | ——     | ——     | ——     | ——     | ——     | ——     | ——     | ——  | ——  | ——  | ——             | ——             | ——             | ——             | ——             | ——             | ——             | —— |  |
|    |    |    | Olympique Lione | Olympique Lione |    | O. Lione |    |    |     |     |     |     | Nantes |     |     |     | Saint- Étienne | Nantes |     |     | Nantes | Nantes | Nantes | Nantes | Nantes | Nantes | Nantes |     |     |     | Saint- Étienne | Saint- Étienne | Saint- Étienne | Saint- Étienne | Saint- Étienne | Saint- Étienne | Saint- Étienne |    |  |
|    |    |    |                 |                 |    |          |    |    |     |     |     |     |        |     |     |     |                |        |     |     |        |        |        |        |        |        |        |     |     |     |                |                |                |                |                |                |                |    |  |
|    |    |    |                 |                 |    |          |    |    |     |     |     |     |        |     |     |     |                |        |     |     |        |        |        |        |        |        |        |     |     |     |                |                |                |                |                |                |                |    |  |
| 1ª | 2ª | 3ª | 4ª              | 5ª              | 6ª | 7ª       | 8ª | 9ª | 10ª | 11ª | 12ª | 13ª | 14ª    | 15ª | 16ª | 17ª | 18ª            | 19ª    | 20ª | 21ª | 22ª    | 23ª    | 24ª    | 25ª    | 26ª    | 27ª    | 28ª    | 29ª | 30ª | 31ª | 32ª            | 33ª            | 34ª            | 35ª            | 36ª            | 37ª            | 38ª            |    |  |

#### Primati stagionali
Squadre
- Maggior numero di vittorie: Saint-Étienne (23)
- Minor numero di sconfitte: Saint-Etienne (4)
- Migliore attacco: Nantes (74)
- Miglior difesa: Saint-Étienne (26)
- Miglior differenza reti: Saint-Étienne (+42)
- Maggior numero di pareggi: Metz, Auxerre (16)
- Minor numero di pareggi: Nancy (7)
- Maggior numero di sconfitte: Angers (19)
- Minor numero di vittorie: Angers (5)
- Peggior attacco: Angers (33)
- Peggior difesa: Lilla, Tours (71)
- Peggior differenza reti: Angers (-33)

### Individuali

#### Classifica marcatori
| Gol | Rigori |  | Giocatore           | Squadra             |
| --- | ------ |  | ------------------- | ------------------- |
| 24  | 5      |  | Delio Onnis         | Tours               |
| 23  | 4      |  | Uwe Krause          | Laval               |
| 21  |        |  | Simo Nikolić        | Olympique Lione     |
| 20  |        |  | Michel Platini      | Saint-Étienne       |
| 18  | 2      |  | Bernard Lacombe     | Bordeaux            |
| 18  | 1      |  | Víctor Trossero     | Monaco              |
| 16  |        |  | Dominique Rocheteau | Paris Saint-Germain |
| 16  | 3      |  | Andrzej Szarmach    | Auxerre             |
| 16  | 3      |  | Bernard Zénier      | Nancy               |
| 14  | 4      |  | Albert Gemmrich     | Bordeaux            |
| 14  | 1      |  | Vicky Peretz        | Strasburgo          |
| 14  |        |  | Johnny Rep          | Saint-Étienne       |
| 14  |        |  | Olivier Rouyer      | Nancy               |
| 13  |        |  | Pierre Pleimelding  | Lilla               |

### Arbitri
Di seguito è indicata, in ordine alfabetico, la lista dei 26 arbitri che presero parte alla Division 1 1980-1981. Tra parentesi è riportato il numero di incontri diretti.
- Marcel Bacou (20)
- Mohamed Benali (17)
- Gérard Biguet (21)
- Claude Bouillet (12)
- Jean-Claude Bourgeois (10)
- Jean-Claude Boyer (9)
- Michel Dailly (15)
- Alain Delmer (19)
- Ottorino di Bernardo (25)
- Henrik Didier (19)
- Jacques Ferrari (20)
- Michel Girard (13)
- Georges Konrath (25)

- Daniel Lambert (18)
- Jean-Marie Lartigot (2)
- René Lopez (16)
- Jean-Claude Martin (8)
- Jean Muchembeld (12)
- Marcel Pignol (2)
- Joël Quiniou (20)
- Jean-Louis Rideau (12)
- Jean-Marie Sculfort (2)
- Georges Sébille (7)
- M. Trebern (7)
- Michel Vautrot (23)
- Robert Wurtz (26)

## Percorso dei club nelle coppe europee
| Club          | Competizione       | Risultato        | Ultimo avversario       |
| ------------- | ------------------ | ---------------- | ----------------------- |
| Nantes        | Coppa dei Campioni | Ottavi di finale | Inter (1-2; 1-1)        |
| Monaco        | Coppa delle Coppe  | Primo turno      | Valencia (0-2; 3-3)     |
| Sochaux       | Coppa UEFA         | Semifinale       | AZ Alkmaar (1-1; 2-3)   |
| Saint-Étienne | Coppa UEFA         | Quarti di finale | Ipswich Town (1-4; 1-3) |